# Championship League Snooker 2024 (rankingowy)
Championship League Snooker 2024 (lato) – pierwszy rankingowy turniej snookerowy sezonu 2024/2025. to dwudziesta trzecia edycja zawodów snookerowych rozgrywanych w Leicester Arena w Leicester w Anglii. W turnieju wystąpiło 128 zawodników, którzy w 42 grupach rozegranych na przestrzeni czterech tygodnie (10 czerwca – 3 lipca) rozegrali swoje mecze.

## Format turnieju
- Wszystkie mecze faz grupowych są rozgrywane w formacie lepszy z 4 frejmów – mecz do trzech wygranych z możliwym zakończeniem przy remisie 2–2.
- Za zwycięstwo w meczu fazy grupowej przydzielane są 3 punkty, za remis 1 punkt, zaś za porażkę 0 punktów.
- Kryteria klasyfikowania zawodników w grupach: większa liczba zdobytych punktów, różnica frejmów, zwycięzca bezpośredniego spotkania (w przypadku liczby zawodników większej niż dwóch zastosowanie ma „małą tabela”), najwyższy break w danej grupie.
- W pierwszym etapie 128 zawodników zostało przydzielonych do trzydziestu dwóch 4-osobowych grup. W nich zawodnicy rywalizowali w systemie każdy z każdym. Zwycięzcy grup awansowali do drugiego etapu.
- W drugim etapie 32 zawodników zostało przydzielonych do ośmiu 4-osobowych grup. W nich zawodnicy rywalizowali w systemie każdy z każdym. Zwycięzcy grup awansowali do trzeciego etapu.
- W trzecim etapie 8 zawodników zostało przydzielonych do dwóch 4-osobowych grup. W nich zawodnicy rywalizowali w systemie każdy z każdym. Zwycięzcy grup awansowali do meczu finałowego.
- W meczu finałowym do trzech wygranych partii, dwóch zawodników zmierzyło się o triumf w całych zawodach[2].

## Zawodnicy

### Etap 1
Grupa 1 (20.06.2024): Kyren Wilson, Scott Donaldson, Siripaporn Nuanthakhamjan, Daniel Womersley

Grupa 2 (25.06.2024): Ronnie O’Sullivan, He Guoqiang, Mitchell Mann, Kayden Brierley

Grupa 3 (27.06.2024): Shaun Murphy, Tian Pengfei, Reanne Evans, Steven Hallworth

Grupa 4 (11.06.2024): Mark Williams, David Grace, Fergal Quinn, Connor Benzey

Grupa 5 (26.06.2024): Allister Carter, Xing Zihao, Kreishh Gurbaxani, Joshua Thomond

Grupa 6 (24.06.2024): Gary Wilson, Joe Perry, Michael Holt, Huang Jiahao

Grupa 7 (17.06.2024): Tom Ford, Sanderson Lam, Robbie McGuigan, Barry Pinches

Grupa 8 (17.06.2024): Jak Jones, Jordan Brown, Bulcsú Révész, Antoni Kowalski

Grupa 9 (24.06.2024): John Higgins, Ma Hailong, Ben Mertens, Artemijs Žižins

Grupa 10 (14.06.2024): Robert Milkins, Jackson Page, Andrew Higginson, Julian Bojko

Grupa 11 (10.06.2024): Ryan Day, Marco Fu, Hammad Miah, Liam Davies

Grupa 12 (25.06.2024): Jack Lisowski, Mark Davis, Jiang Jun, Anton Kazakov

Grupa 13 (21.06.2024): Si Jiahui, Jimmy Robertson, Zak Surety, Peter Lines

Grupa 14 (20.06.2024): Hossein Vafaei, Louis Heathcote, Manasawin Phetmalaikul, Josh Mulholland

Grupa 15 (27.06.2024): David Gilbert, Xu Si, Andrew Pagett, Duane Jones

Grupa 16 (26.06.2024): Zhou Yuelong, Fan Zhengyi, Alfred Burden, Nutcharut Wongharuthai

Grupa 17 (11.06.2024): Chris Wakelin, Ian Burns, Liam Pullen, Rory McLeod

Grupa 18 (21.06.2024): Stuart Bingham, Anthony Hamilton, Ahmed Aly, Hamim Hussain

Grupa 19 (22.06.2024): Jamie O’Neill, Long Zehuang, Lei Peifan, Alfie Davies

Grupa 20 (22.06.2024): Pang Junxu, Stuart Carrington, Gong Chenzhi, Gerard Greene

Grupa 21 (10.06.2024): Neil Robertson, Jamie Clarke, Cheung Ka Wai, Zack Richardson

Grupa 22 (13.06.2024): Joe O’Connor, Aaron Hill, Oliver Lines, Harvey Chandler

Grupa 23 (13.06.2024): Stephen Maguire, Michael White, Dean Young, Ryan Davies

Grupa 24 (18.06.2024): Ricky Walden, Martin O’Donnell, Thor Chuan Leong, Umut Dikme

Grupa 25 (12.06.2024): Robbie Williams, Matthew Stevens, Haydon Pinhey, Farakh Ajaib

Grupa 26 (19.06.2024): Matthew Selt, Graeme Dott, Alexander Ursenbacher, Florian Nüßle

Grupa 27 (19.06.2024): Yuan Sijun, David Lilley, Liam Graham, Paul Deaville

Grupa 28 (18.06.2024): Wu Yize, Ross Muir, Allan Taylor, Joshua Cooper

Grupa 29 (15.06.2024): Dominic Dale, Ben Woollaston, Stan Moody, Dylan Emery

Grupa 30 (15.06.2024): Jamie Jones, Liu Hongyu, Ishpreet Singh Chadha, Chris Totten

Grupa 31 (12.06.2024): Elliot Slessor, Ashley Carty, Mostafa Dorgham, Simon Blackwell

Grupa 32 (14.06.2024): Thepchaiya Un-Nooh, Daniel Wells, Julien Leclercq, Mark Joyce

### Etap 2
Grupa A (29.06.2024): Scott Donaldson, Fan Zhengyi, Chris Wakelin, Thepchaiya Un-Nooh

Grupa B (28.06.2024): He Guoqiang, David Gilbert, Stuart Bingham, Ashley Carty

Grupa C (28.06.2024): Shaun Murphy, Hossein Vafaei, Long Zehuang, Jamie Jones

Grupa D (1.07.2024): Mark Williams, Si Jiahui, Stuart Carrington, Ben Woollaston

Grupa E (29.06.2024): Allister Carter, Jack Lisowski, Wu Yize

Grupa F (2.07.2024): Gary Wilson, Ryan Day, Joe O’Connor, David Lilley

Grupa G (2.07.2024): Robbie McGuigan, Jackson Page, Michael White, Alexander Ursenbacher

Grupa H (1.07.2024): Jak Jones, Ma Hailong, Martin O’Donnell, Matthew Stevens

### Etap 3
Grupa 1 (3.07.2024): Scott Donaldson, Mark Williams, Allister Carter, Martin O’Donnell

Grupa 2 (3.07.2024): David Gilbert, Long Zehuang, David Lilley, Jackson Page
Finał (3.07.2024): Allister Carter, Jackson Page

## Nagrody

### Etap 1
- Zwycięzca – 3,000 £
- Drugie miejsce – 2,000 £
- Trzecie miejsce – 1,000 £

### Etap 2
- Zwycięzca – 4,000 £
- Drugie miejsce – 3,000 £
- Trzecie miejsce – 2,000 £
- Czwarte miejsce – 1,000 £

### Etap 3
- Zwycięzca – 6,000 £
- Drugie miejsce – 4,000 £
- Trzecie miejsce – 2,000 £
- Czwarte miejsce – 1,000 £

### Finał
- Zwycięzca – 20,000 £
- Finalista – 10,000 £

Łączna pula nagród – 328 000 £

## Etap 1

### Grupa 1
| Poz. | Zawodnik                  | M | Z | R | P | Frejmy wygrane | Frejmy przegrane | Różnica frejmów | Pkt |
| ---- | ------------------------- | - | - | - | - | -------------- | ---------------- | --------------- | --- |
| 1    | Scott Donaldson           | 3 | 2 | 1 | 0 | 8              | 3                | +5              | 7   |
| 2    | Kyren Wilson              | 3 | 1 | 2 | 0 | 7              | 4                | +3              | 5   |
| 3    | Daniel Womersley          | 3 | 1 | 1 | 1 | 6              | 5                | +1              | 4   |
| 4    | Siripaporn Nuanthakhamjan | 3 | 0 | 0 | 3 | 0              | 9                | -9              | 0   |

- Kyren Wilson 2-2 Daniel Womersley
- Scott Donaldson 3-0 Siripaporn Nuanthakhamjan
- Scott Donaldson 3-1 Daniel Womersley
- Kyren Wilson 3-0 Siripaporn Nuanthakhamjan
- Siripaporn Nuanthakhamjan 0-3 Daniel Womersley
- Kyren Wilson 2-2 Scott Donaldson

### Grupa 2
| Poz. | Zawodnik          | M | Z | R | P | Frejmy wygrane | Frejmy przegrane | Różnica frejmów | Pkt |
| ---- | ----------------- | - | - | - | - | -------------- | ---------------- | --------------- | --- |
| 1    | He Guoqiang       | 3 | 2 | 0 | 1 | 7              | 3                | +4              | 6   |
| 2    | Mitchell Mann     | 3 | 1 | 2 | 0 | 7              | 5                | +2              | 5   |
| 3    | Ronnie O’Sullivan | 3 | 1 | 1 | 1 | 5              | 5                | 0               | 4   |
| 4    | Kayden Brierley   | 3 | 0 | 1 | 2 | 2              | 8                | -6              | 1   |

- Ronnie O’Sullivan 3-0 Kayden Brierley
- He Guoqiang 1-3 Mitchell Mann
- He Guoqiang 3-0 Kayden Brierley
- Ronnie O’Sullivan 2-2 Mitchell Mann
- Mitchell Mann 2-2 Kayden Brierley
- Ronnie O’Sullivan 0-3 He Guoqiang

### Grupa 3
| Poz. | Zawodnik         | M | Z | R | P | Frejmy wygrane | Frejmy przegrane | Różnica frejmów | Pkt |
| ---- | ---------------- | - | - | - | - | -------------- | ---------------- | --------------- | --- |
| 1    | Shaun Murphy     | 3 | 3 | 0 | 0 | 9              | 1                | +8              | 9   |
| 2    | Steven Hallworth | 3 | 2 | 0 | 1 | 6              | 4                | +2              | 6   |
| 3    | Tian Pengfei     | 3 | 1 | 0 | 2 | 4              | 6                | -2              | 3   |
| 4    | Reanne Evans     | 3 | 0 | 0 | 3 | 1              | 9                | -8              | 0   |

- Shaun Murphy 3-0 Steven Hallworth
- Tian Pengfei 3-0 Reanne Evans
- Tian Pengfei 1-3 Steven Hallworth
- Shaun Murphy 3-1 Reanne Evans
- Reanne Evans 0-3 Steven Hallworth
- Shaun Murphy 3-0 Tian Pengfei

### Grupa 4
| Poz. | Zawodnik      | M | Z | R | P | Frejmy wygrane | Frejmy przegrane | Różnica frejmów | Pkt |
| ---- | ------------- | - | - | - | - | -------------- | ---------------- | --------------- | --- |
| 1    | Mark Williams | 3 | 2 | 1 | 0 | 8              | 2                | +6              | 7   |
| 2    | Connor Benzey | 3 | 2 | 1 | 0 | 8              | 4                | +4              | 7   |
| 3    | David Grace   | 3 | 1 | 0 | 2 | 4              | 7                | -3              | 3   |
| 4    | Fergal Quinn  | 3 | 0 | 0 | 3 | 2              | 9                | -7              | 0   |

- Mark Williams 2-2 Connor Benzey
- David Grace 3-1 Fergal Quinn
- David Grace 1-3 Connor Benzey
- Mark Williams 3-0 Fergal Quinn
- Fergal Quinn 1-3 Connor Benzey
- Mark Williams 3-0 David Grace

### Grupa 5
| Poz. | Zawodnik          | M | Z | R | P | Frejmy wygrane | Frejmy przegrane | Różnica frejmów | Pkt |
| ---- | ----------------- | - | - | - | - | -------------- | ---------------- | --------------- | --- |
| 1    | Allister Carter   | 3 | 2 | 1 | 0 | 8              | 4                | +4              | 7   |
| 2    | Xing Zihao        | 3 | 2 | 0 | 1 | 7              | 4                | +3              | 6   |
| 3    | Joshua Thomond    | 3 | 1 | 1 | 1 | 6              | 6                | 0               | 4   |
| 4    | Kreishh Gurbaxani | 3 | 0 | 0 | 3 | 2              | 9                | -7              | 0   |

- Allister Carter 2-2 Joshua Thomond
- Xing Zihao 3-0 Kreishh Gurbaxani
- Xing Zihao 3-1 Joshua Thomond
- Allister Carter 3-1 Kreishh Gurbaxani
- Kreishh Gurbaxani 1-3 Joshua Thomond
- Allister Carter 3-1 Xing Zihao

### Grupa 6
| Poz. | Zawodnik     | M | Z | R | P | Frejmy wygrane | Frejmy przegrane | Różnica frejmów | Pkt |
| ---- | ------------ | - | - | - | - | -------------- | ---------------- | --------------- | --- |
| 1    | Gary Wilson  | 3 | 2 | 1 | 0 | 8              | 3                | +5              | 7   |
| 2    | Joe Perry    | 3 | 1 | 2 | 0 | 7              | 5                | +2              | 5   |
| 3    | Michael Holt | 3 | 1 | 1 | 1 | 6              | 6                | 0               | 4   |
| 4    | Huang Jiahao | 3 | 0 | 0 | 3 | 2              | 9                | -7              | 0   |

- Gary Wilson 3-0 Huang Jiahao
- Joe Perry 2-2 Michael Holt
- Joe Perry 3-1 Huang Jiahao
- Gary Wilson 3-1 Michael Holt
- Michael Holt 3-1 Huang Jiahao
- Gary Wilson 2-2 Joe Perry

### Grupa 7
| Poz. | Zawodnik        | M | Z | R | P | Frejmy wygrane | Frejmy przegrane | Różnica frejmów | Pkt |
| ---- | --------------- | - | - | - | - | -------------- | ---------------- | --------------- | --- |
| 1    | Robbie McGuigan | 3 | 2 | 0 | 1 | 4              | 3                | +1              | 6   |
| 2    | Barry Pinches   | 3 | 2 | 0 | 1 | 4              | 4                | 0               | 6   |
| 3    | Sanderson Lam   | 3 | 2 | 0 | 1 | 3              | 4                | -1              | 6   |
| 4    | Tom Ford        | 3 | 0 | 0 | 3 | 1              | 9                | -8              | 0   |

- Tom Ford 1-3 Barry Pinches
- Sanderson Lam 0-3 Robbie McGuigan
- Sanderson Lam 3-1 Barry Pinches
- Tom Ford w/d-w/o Robbie McGuigan
- Robbie McGuigan 1-3 Barry Pinches
- Tom Ford w/d-w/o Sanderson Lam

### Grupa 8
| Poz. | Zawodnik        | M | Z | R | P | Frejmy wygrane | Frejmy przegrane | Różnica frejmów | Pkt |
| ---- | --------------- | - | - | - | - | -------------- | ---------------- | --------------- | --- |
| 1    | Jak Jones       | 3 | 1 | 2 | 0 | 7              | 5                | +2              | 5   |
| 2    | Jordan Brown    | 3 | 1 | 2 | 0 | 7              | 5                | +2              | 5   |
| 3    | Antoni Kowalski | 3 | 0 | 3 | 0 | 6              | 6                | 0               | 3   |
| 4    | Bulcsú Révész   | 3 | 0 | 1 | 2 | 4              | 8                | -4              | 1   |

- Jak Jones 2-2 Antoni Kowalski
- Jordan Brown 3-1 Bulcsú Révész
- Jordan Brown 2-2 Antoni Kowalski
- Jak Jones 3-1 Bulcsú Révész
- Bulcsú Révész 2-2 Antoni Kowalski
- Jak Jones 2-2 Jordan Brown

### Grupa 9
| Poz. | Zawodnik        | M | Z | R | P | Frejmy wygrane | Frejmy przegrane | Różnica frejmów | Pkt |
| ---- | --------------- | - | - | - | - | -------------- | ---------------- | --------------- | --- |
| 1    | Ma Hailong      | 3 | 1 | 2 | 0 | 7              | 4                | +3              | 5   |
| 2    | Ben Mertens     | 3 | 1 | 1 | 1 | 5              | 5                | 0               | 4   |
| 3    | John Higgins    | 3 | 1 | 1 | 1 | 5              | 5                | 0               | 4   |
| 4    | Artemijs Žižins | 3 | 1 | 0 | 2 | 3              | 6                | -3              | 3   |

- John Higgins 3-0 Artemijs Žižins
- Ma Hailong 2-2 Ben Mertens
- Ma Hailong 3-0 Artemijs Žižins
- John Higgins 0-3 Ben Mertens
- Ben Mertens 0-3 Artemijs Žižins
- John Higgins 2-2 Ma Hailong

### Grupa 10
| Poz. | Zawodnik         | M | Z | R | P | Frejmy wygrane | Frejmy przegrane | Różnica frejmów | Pkt |
| ---- | ---------------- | - | - | - | - | -------------- | ---------------- | --------------- | --- |
| 1    | Jackson Page     | 3 | 1 | 2 | 0 | 7              | 5                | +2              | 5   |
| 2    | Andrew Higginson | 3 | 1 | 2 | 0 | 7              | 5                | +2              | 5   |
| 3    | Julian Bojko     | 3 | 0 | 2 | 1 | 5              | 7                | -2              | 2   |
| 4    | Robert Milkins   | 3 | 0 | 2 | 1 | 5              | 7                | -2              | 2   |

- Robert Milkins 2-2 Julian Bojko
- Jackson Page 2-2 Andrew Higginson
- Jackson Page 2-2 Julian Bojko
- Robert Milkins 2-2 Andrew Higginson
- Andrew Higginson 3-1 Julian Bojko
- Robert Milkins 1-3 Jackson Page

### Grupa 11
| Poz. | Zawodnik    | M | Z | R | P | Frejmy wygrane | Frejmy przegrane | Różnica frejmów | Pkt |
| ---- | ----------- | - | - | - | - | -------------- | ---------------- | --------------- | --- |
| 1    | Ryan Day    | 3 | 2 | 1 | 0 | 8              | 2                | +6              | 7   |
| 2    | Liam Davies | 3 | 1 | 1 | 1 | 5              | 6                | -1              | 4   |
| 3    | Hammad Miah | 3 | 0 | 3 | 0 | 6              | 6                | 0               | 3   |
| 4    | Marco Fu    | 3 | 0 | 1 | 2 | 3              | 8                | -5              | 1   |

- Ryan Day 3-0 Liam Davies
- Marco Fu 2-2 Hammad Miah
- Marco Fu 1-3 Liam Davies
- Ryan Day 2-2 Hammad Miah
- Hammad Miah 2-2 Liam Davies
- Ryan Day 3-0 Marco Fu

### Grupa 12
| Poz. | Zawodnik      | M | Z | R | P | Frejmy wygrane | Frejmy przegrane | Różnica frejmów | Pkt |
| ---- | ------------- | - | - | - | - | -------------- | ---------------- | --------------- | --- |
| 1    | Jack Lisowski | 3 | 2 | 1 | 0 | 8              | 3                | +5              | 7   |
| 2    | Mark Davis    | 3 | 1 | 2 | 0 | 7              | 5                | +2              | 5   |
| 3    | Jiang Jun     | 3 | 0 | 2 | 1 | 5              | 7                | -2              | 2   |
| 4    | Anton Kazakov | 3 | 0 | 1 | 2 | 3              | 8                | -5              | 1   |

- Jack Lisowski 3-0 Anton Kazakov
- Mark Davis 2-2 Jiang Jun
- Mark Davis 3-1 Anton Kazakov
- Jack Lisowski 3-1 Jiang Jun
- Jiang Jun 2-2 Anton Kazakov
- Jack Lisowski 2-2 Mark Davis

### Grupa 13
| Poz. | Zawodnik        | M | Z | R | P | Frejmy wygrane | Frejmy przegrane | Różnica frejmów | Pkt |
| ---- | --------------- | - | - | - | - | -------------- | ---------------- | --------------- | --- |
| 1    | Si Jiahui       | 3 | 3 | 0 | 0 | 9              | 1                | +8              | 9   |
| 2    | Peter Lines     | 3 | 2 | 0 | 1 | 6              | 5                | +1              | 6   |
| 3    | Zak Surety      | 3 | 1 | 0 | 2 | 4              | 7                | -3              | 3   |
| 4    | Jimmy Robertson | 3 | 0 | 0 | 3 | 3              | 9                | -6              | 0   |

- Si Jiahui 3-0 Peter Lines
- Jimmy Robertson 1-3 Zak Surety
- Jimmy Robertson 1-3 Peter Lines
- Si Jiahui 3-0 Zak Surety
- Zak Surety 1-3 Peter Lines
- Si Jiahui 3-1 Jimmy Robertson

### Grupa 14
| Poz. | Zawodnik               | M | Z | R | P | Frejmy wygrane | Frejmy przegrane | Różnica frejmów | Pkt |
| ---- | ---------------------- | - | - | - | - | -------------- | ---------------- | --------------- | --- |
| 1    | Hossein Vafaei         | 3 | 3 | 0 | 0 | 9              | 1                | +8              | 9   |
| 2    | Louis Heathcote        | 3 | 1 | 1 | 1 | 5              | 6                | -1              | 4   |
| 3    | Josh Mulholland        | 3 | 1 | 0 | 2 | 4              | 6                | -2              | 3   |
| 4    | Manasawin Phetmalaikul | 3 | 0 | 1 | 2 | 3              | 8                | -5              | 1   |

- Hossein Vafaei 3-0 Josh Mulholland
- Louis Heathcote 2-2 Manasawin Phetmalaikul
- Louis Heathcote 3-1 Josh Mulholland
- Hossein Vafaei 3-1 Manasawin Phetmalaikul
- Manasawin Phetmalaikul 0-3 Josh Mulholland
- Hossein Vafaei 3-0 Louis Heathcote

### Grupa 15
| Poz. | Zawodnik      | M | Z | R | P | Frejmy wygrane | Frejmy przegrane | Różnica frejmów | Pkt |
| ---- | ------------- | - | - | - | - | -------------- | ---------------- | --------------- | --- |
| 1    | David Gilbert | 3 | 0 | 3 | 0 | 6              | 6                | 0               | 3   |
| 2    | Xu Si         | 3 | 0 | 3 | 0 | 6              | 6                | 0               | 3   |
| 3    | Duane Jones   | 3 | 0 | 3 | 0 | 6              | 6                | 0               | 3   |
| 4    | Andrew Pagett | 3 | 0 | 3 | 0 | 6              | 6                | 0               | 3   |

- David Gilbert 2-2 Duane Jones
- Xu Si 2-2 Andrew Pagett
- Xu Si 2-2 Duane Jones
- David Gilbert 2-2 Andrew Pagett
- Andrew Pagett 2-2 Duane Jones
- David Gilbert 2-2 Xu Si

### Grupa 16
| Poz. | Zawodnik               | M | Z | R | P | Frejmy wygrane | Frejmy przegrane | Różnica frejmów | Pkt |
| ---- | ---------------------- | - | - | - | - | -------------- | ---------------- | --------------- | --- |
| 1    | Fan Zhengyi            | 3 | 2 | 1 | 0 | 8              | 2                | +6              | 7   |
| 2    | Alfred Burden          | 3 | 2 | 0 | 1 | 6              | 4                | +2              | 6   |
| 3    | Nutcharut Wongharuthai | 3 | 0 | 2 | 1 | 4              | 7                | -3              | 2   |
| 4    | Zhou Yuelong           | 3 | 0 | 1 | 2 | 3              | 8                | -5              | 1   |

- Zhou Yuelong 2-2 Nutcharut Wongharuthai
- Fan Zhengyi 3-0 Alfred Burden
- Fan Zhengyi 2-2 Nutcharut Wongharuthai
- Zhou Yuelong 1-3 Alfred Burden
- Alfred Burden 3-0 Nutcharut Wongharuthai
- Zhou Yuelong 0-3 Fan Zhengyi

### Grupa 17
| Poz. | Zawodnik      | M | Z | R | P | Frejmy wygrane | Frejmy przegrane | Różnica frejmów | Pkt |
| ---- | ------------- | - | - | - | - | -------------- | ---------------- | --------------- | --- |
| 1    | Chris Wakelin | 3 | 2 | 1 | 0 | 8              | 2                | +6              | 7   |
| 2    | Ian Burns     | 3 | 1 | 2 | 0 | 7              | 4                | +3              | 5   |
| 3    | Rory McLeod   | 3 | 0 | 2 | 1 | 4              | 7                | -3              | 2   |
| 4    | Liam Pullen   | 3 | 0 | 1 | 2 | 2              | 8                | -6              | 1   |

- Chris Wakelin 3-0 Rory McLeod
- Ian Burns 3-0 Liam Pullen
- Ian Burns 2-2 Rory McLeod
- Chris Wakelin 3-0 Liam Pullen
- Liam Pullen 2-2 Rory McLeod
- Chris Wakelin 2-2 Ian Burns

### Grupa 18
| Poz. | Zawodnik         | M | Z | R | P | Frejmy wygrane | Frejmy przegrane | Różnica frejmów | Pkt |
| ---- | ---------------- | - | - | - | - | -------------- | ---------------- | --------------- | --- |
| 1    | Stuart Bingham   | 3 | 2 | 1 | 0 | 8              | 3                | +5              | 7   |
| 2    | Hamim Hussain    | 3 | 1 | 2 | 0 | 7              | 4                | +3              | 5   |
| 3    | Anthony Hamilton | 3 | 1 | 1 | 1 | 6              | 5                | +1              | 4   |
| 4    | Ahmed Aly        | 3 | 0 | 0 | 3 | 0              | 9                | -9              | 0   |

- Stuart Bingham 2-2 Hamim Hussain
- Anthony Hamilton 3-0 Ahmed Aly
- Anthony Hamilton 2-2 Hamim Hussain
- Stuart Bingham 3-0 Ahmed Aly
- Ahmed Aly 0-3 Hamim Hussain
- Stuart Bingham 3-1 Anthony Hamilton

### Grupa 19
| Poz. | Zawodnik      | M | Z | R | P | Frejmy wygrane | Frejmy przegrane | Różnica frejmów | Pkt |
| ---- | ------------- | - | - | - | - | -------------- | ---------------- | --------------- | --- |
| 1    | Long Zehuang  | 3 | 3 | 0 | 0 | 9              | 3                | +6              | 9   |
| 2    | Alfie Davies  | 3 | 1 | 1 | 1 | 6              | 6                | 0               | 4   |
| 3    | Lei Peifan    | 3 | 1 | 0 | 2 | 5              | 6                | -1              | 3   |
| 4    | Jamie O’Neill | 3 | 0 | 1 | 2 | 3              | 8                | -5              | 1   |

- Jamie O’Neill 2-2 Alfie Davies
- Long Zehuang 3-1 Lei Peifan
- Long Zehuang 3-1 Alfie Davies
- Jamie O’Neill 0-3 Lei Peifan
- Lei Peifan 1-3 Alfie Davies
- Jamie O’Neill 1-3 Long Zehuang

### Grupa 20
| Poz. | Zawodnik          | M | Z | R | P | Frejmy wygrane | Frejmy przegrane | Różnica frejmów | Pkt |
| ---- | ----------------- | - | - | - | - | -------------- | ---------------- | --------------- | --- |
| 1    | Stuart Carrington | 3 | 2 | 1 | 0 | 8              | 3                | +5              | 7   |
| 2    | Pang Junxu        | 3 | 1 | 2 | 0 | 7              | 5                | +2              | 5   |
| 3    | Gong Chenzhi      | 3 | 1 | 0 | 2 | 5              | 7                | -2              | 3   |
| 4    | Gerard Greene     | 3 | 0 | 1 | 2 | 3              | 8                | -5              | 1   |

- Pang Junxu 2-2 Gerard Greene
- Stuart Carrington 3-1 Gong Chenzhi
- Stuart Carrington 3-0 Gerard Greene
- Pang Junxu 3-1 Gong Chenzhi
- Gong Chenzhi 3-1 Gerard Greene
- Pang Junxu 2-2 Stuart Carrington

### Grupa 21
| Poz. | Zawodnik        | M | Z | R | P | Frejmy wygrane | Frejmy przegrane | Różnica frejmów | Pkt |
| ---- | --------------- | - | - | - | - | -------------- | ---------------- | --------------- | --- |
| 1    | Neil Robertson  | 3 | 2 | 1 | 0 | 8              | 3                | +5              | 7   |
| 2    | Cheung Ka Wai   | 3 | 1 | 1 | 1 | 5              | 5                | 0               | 4   |
| 3    | Jamie Clarke    | 3 | 1 | 1 | 1 | 6              | 6                | 0               | 4   |
| 4    | Zack Richardson | 3 | 0 | 1 | 2 | 3              | 8                | -5              | 1   |

- Neil Robertson 2-2 Zack Richardson
- Jamie Clarke 2-2 Cheung Ka Wai
- Jamie Clarke 3-1 Zack Richardson
- Neil Robertson 3-0 Cheung Ka Wai
- Cheung Ka Wai 3-0 Zack Richardson
- Neil Robertson 3-1 Jamie Clarke

### Grupa 22
| Poz. | Zawodnik        | M | Z | R | P | Frejmy wygrane | Frejmy przegrane | Różnica frejmów | Pkt |
| ---- | --------------- | - | - | - | - | -------------- | ---------------- | --------------- | --- |
| 1    | Joe O’Connor    | 3 | 1 | 2 | 0 | 7              | 5                | +2              | 5   |
| 2    | Aaron Hill      | 3 | 1 | 2 | 0 | 7              | 5                | +2              | 5   |
| 3    | Harvey Chandler | 3 | 0 | 3 | 0 | 6              | 6                | 0               | 3   |
| 4    | Oliver Lines    | 3 | 0 | 1 | 2 | 4              | 8                | -4              | 1   |

- Joe O’Connor 2-2 Harvey Chandler
- Aaron Hill 3-1 Oliver Lines
- Aaron Hill 2-2 Harvey Chandler
- Joe O’Connor 3-1 Oliver Lines
- Oliver Lines 2-2 Harvey Chandler
- Joe O’Connor 2-2 Aaron Hill

### Grupa 23
| Poz. | Zawodnik        | M | Z | R | P | Frejmy wygrane | Frejmy przegrane | Różnica frejmów | Pkt |
| ---- | --------------- | - | - | - | - | -------------- | ---------------- | --------------- | --- |
| 1    | Michael White   | 3 | 2 | 1 | 0 | 8              | 2                | +6              | 7   |
| 2    | Ryan Davies     | 3 | 2 | 0 | 1 | 6              | 4                | +2              | 6   |
| 3    | Stephen Maguire | 3 | 1 | 1 | 1 | 5              | 6                | -1              | 4   |
| 4    | Dean Young      | 3 | 0 | 0 | 3 | 2              | 9                | -7              | 0   |

- Stephen Maguire 0-3 Ryan Davies
- Michael White 3-0 Dean Young
- Michael White 3-0 Ryan Davies
- Stephen Maguire 3-1 Dean Young
- Dean Young 1-3 Ryan Davies
- Stephen Maguire 2-2 Michael White

### Grupa 24
| Poz. | Zawodnik         | M | Z | R | P | Frejmy wygrane | Frejmy przegrane | Różnica frejmów | Pkt |
| ---- | ---------------- | - | - | - | - | -------------- | ---------------- | --------------- | --- |
| 1    | Martin O’Donnell | 3 | 2 | 1 | 0 | 8              | 4                | +4              | 7   |
| 2    | Ricky Walden     | 3 | 2 | 0 | 1 | 7              | 4                | +3              | 6   |
| 3    | Thor Chuan Leong | 3 | 0 | 2 | 1 | 5              | 7                | -2              | 2   |
| 4    | Umut Dikme       | 3 | 0 | 1 | 2 | 3              | 8                | -5              | 1   |

- Ricky Walden 3-0 Umut Dikme
- Martin O’Donnell 2-2 Thor Chuan Leong
- Martin O’Donnell 3-1 Umut Dikme
- Ricky Walden 3-1 Thor Chuan Leong
- Thor Chuan Leong 2-2 Umut Dikme
- Ricky Walden 1-3 Martin O’Donnell

### Grupa 25
| Poz. | Zawodnik        | M | Z | R | P | Frejmy wygrane | Frejmy przegrane | Różnica frejmów | Pkt |
| ---- | --------------- | - | - | - | - | -------------- | ---------------- | --------------- | --- |
| 1    | Matthew Stevens | 3 | 2 | 1 | 0 | 8              | 3                | +5              | 7   |
| 2    | Farakh Ajaib    | 3 | 1 | 1 | 1 | 5              | 5                | 0               | 4   |
| 3    | Robbie Williams | 3 | 1 | 0 | 2 | 4              | 6                | -2              | 3   |
| 4    | Haydon Pinkey   | 3 | 1 | 0 | 2 | 3              | 6                | -3              | 3   |

- Robbie Williams 0-3 Farakh Ajaib
- Matthew Stevens 3-0 Haydon Pinhey
- Matthew Stevens 2-2 Farakh Ajaib
- Robbie Williams 3-0 Haydon Pinhey
- Haydon Pinhey 3-0 Farakh Ajaib
- Robbie Williams 1-3 Matthew Stevens

### Grupa 26
| Poz. | Zawodnik              | M | Z | R | P | Frejmy wygrane | Frejmy przegrane | Różnica frejmów | Pkt |
| ---- | --------------------- | - | - | - | - | -------------- | ---------------- | --------------- | --- |
| 1    | Alexander Ursenbacher | 3 | 1 | 2 | 0 | 7              | 4                | +3              | 5   |
| 2    | Matthew Selt          | 3 | 0 | 3 | 0 | 6              | 6                | 0               | 3   |
| 3    | Graeme Dott           | 3 | 0 | 3 | 0 | 6              | 6                | 0               | 3   |
| 4    | Florian Nüßle         | 3 | 0 | 2 | 1 | 4              | 7                | -3              | 2   |

- Matthew Selt 2-2 Florian Nüßle
- Graeme Dott 2-2 Alexander Ursenbacher
- Graeme Dott 2-2 Florian Nüßle
- Matthew Selt 2-2 Alexander Ursenbacher
- Alexander Ursenbacher 3-0 Florian Nüßle
- Matthew Selt 2-2 Graeme Dott

### Grupa 27
| Poz. | Zawodnik      | M | Z | R | P | Frejmy wygrane | Frejmy przegrane | Różnica frejmów | Pkt |
| ---- | ------------- | - | - | - | - | -------------- | ---------------- | --------------- | --- |
| 1    | David Lilley  | 3 | 3 | 0 | 0 | 9              | 1                | +8              | 9   |
| 2    | Yuan Sijun    | 3 | 1 | 1 | 1 | 6              | 5                | +1              | 4   |
| 3    | Liam Graham   | 3 | 0 | 2 | 1 | 4              | 7                | -3              | 2   |
| 4    | Paul Deaville | 3 | 0 | 1 | 2 | 2              | 8                | -6              | 1   |

- Yuan Sijun 3-0 Paul Deaville
- David Lilley 3-0 Liam Graham
- David Lilley 3-0 Paul Deaville
- Yuan Sijun 2-2 Liam Graham
- Liam Graham 2-2 Paul Deaville
- Yuan Sijun 1-3 David Lilley

### Grupa 28
| Poz. | Zawodnik      | M | Z | R | P | Frejmy wygrane | Frejmy przegrane | Różnica frejmów | Pkt |
| ---- | ------------- | - | - | - | - | -------------- | ---------------- | --------------- | --- |
| 1    | Wu Yize       | 3 | 3 | 0 | 0 | 9              | 3                | +6              | 9   |
| 2    | Ross Muir     | 3 | 1 | 1 | 1 | 6              | 6                | 0               | 4   |
| 3    | Allan Taylor  | 3 | 1 | 0 | 2 | 5              | 6                | -1              | 3   |
| 4    | Joshua Cooper | 3 | 0 | 1 | 2 | 3              | 8                | -5              | 1   |

- Wu Yize 3-1 Joshua Cooper
- Ross Muir 3-1 Allan Taylor
- Ross Muir 2-2 Joshua Cooper
- Wu Yize 3-1 Allan Taylor
- Allan Taylor 3-0 Joshua Cooper
- Wu Yize 3-1 Ross Muir

### Grupa 29
| Poz. | Zawodnik       | M | Z | R | P | Frejmy wygrane | Frejmy przegrane | Różnica frejmów | Pkt |
| ---- | -------------- | - | - | - | - | -------------- | ---------------- | --------------- | --- |
| 1    | Ben Woollaston | 3 | 2 | 1 | 0 | 8              | 3                | +5              | 7   |
| 2    | Stan Moody     | 3 | 1 | 2 | 0 | 7              | 5                | +2              | 5   |
| 3    | Dominic Dale   | 3 | 1 | 1 | 1 | 6              | 6                | 0               | 4   |
| 4    | Dylan Emery    | 3 | 0 | 0 | 3 | 2              | 9                | -7              | 0   |

- Dominic Dale 3-1 Dylan Emery
- Ben Woollaston 2-2 Stan Moody
- Ben Woollaston 3-0 Dylan Emery
- Dominic Dale 2-2 Stan Moody
- Stan Moody 3-1 Dylan Emery
- Dominic Dale 1-3 Ben Woollaston

### Grupa 30
| Poz. | Zawodnik              | M | Z | R | P | Frejmy wygrane | Frejmy przegrane | Różnica frejmów | Pkt |
| ---- | --------------------- | - | - | - | - | -------------- | ---------------- | --------------- | --- |
| 1    | Jamie Jones           | 3 | 1 | 2 | 0 | 7              | 4                | +3              | 5   |
| 2    | Ishpreet Singh Chadha | 3 | 1 | 2 | 0 | 7              | 5                | +2              | 5   |
| 3    | Chris Totten          | 3 | 1 | 1 | 1 | 5              | 6                | -1              | 4   |
| 4    | Liu Hongyu            | 3 | 0 | 1 | 2 | 4              | 8                | -4              | 1   |

- Jamie Jones 3-0 Chris Totten
- Liu Hongyu 1-3 Ishpreet Singh Chadha
- Liu Hongyu 1-3 Chris Totten
- Jamie Jones 2-2 Ishpreet Singh Chadha
- Ishpreet Singh Chadha 2-2 Chris Totten
- Jamie Jones 2-2 Liu Hongyu

### Grupa 31
| Poz. | Zawodnik        | M | Z | R | P | Frejmy wygrane | Frejmy przegrane | Różnica frejmów | Pkt |
| ---- | --------------- | - | - | - | - | -------------- | ---------------- | --------------- | --- |
| 1    | Ashley Carty    | 3 | 3 | 0 | 0 | 9              | 1                | +8              | 9   |
| 2    | Elliot Slessor  | 3 | 2 | 0 | 1 | 6              | 3                | +3              | 6   |
| 3    | Simon Blackwell | 3 | 0 | 1 | 2 | 3              | 8                | -5              | 1   |
| 4    | Mostafa Dorgham | 3 | 0 | 1 | 2 | 2              | 8                | -6              | 1   |

- Elliot Slessor 3-0 Simon Blackwell
- Ashley Carty 3-0 Mostafa Dorgham
- Ashley Carty 3-1 Simon Blackwell
- Elliot Slessor 3-0 Mostafa Dorgham
- Mostafa Dorgham 2-2 Simon Blackwell
- Elliot Slessor 0-3 Ashley Carty

### Grupa 32
| Poz. | Zawodnik           | M | Z | R | P | Frejmy wygrane | Frejmy przegrane | Różnica frejmów | Pkt |
| ---- | ------------------ | - | - | - | - | -------------- | ---------------- | --------------- | --- |
| 1    | Thepchaiya Un-Nooh | 3 | 2 | 1 | 0 | 8              | 3                | +5              | 7   |
| 2    | Daniel Wells       | 3 | 1 | 2 | 0 | 7              | 5                | +2              | 5   |
| 3    | Mark Joyce         | 3 | 1 | 0 | 2 | 5              | 6                | -1              | 3   |
| 4    | Julien Leclercq    | 3 | 0 | 1 | 2 | 2              | 8                | -6              | 1   |

- Thepchaiya Un-Nooh 3-1 Mark Joyce
- Daniel Wells 2-2 Julien Leclercq
- Daniel Wells 3-1 Mark Joyce
- Thepchaiya Un-Nooh 3-0 Julien Leclercq
- Julien Leclercq 0-3 Mark Joyce
- Thepchaiya Un-Nooh 2-2 Daniel Wells

## Etap 2

### Grupa A
| Poz. | Zawodnik           | M | Z | R | P | Frejmy wygrane | Frejmy przegrane | Różnica frejmów | Pkt |
| ---- | ------------------ | - | - | - | - | -------------- | ---------------- | --------------- | --- |
| 1    | Scott Donaldson    | 3 | 2 | 1 | 0 | 8              | 3                | +5              | 7   |
| 2    | Fan Zhengyi        | 3 | 1 | 2 | 0 | 7              | 4                | +3              | 5   |
| 3    | Thepchaiya Un-Nooh | 3 | 1 | 1 | 1 | 5              | 6                | -1              | 4   |
| 4    | Chris Wakelin      | 3 | 0 | 0 | 3 | 2              | 9                | -7              | 0   |

- Chris Wakelin 1-3 Scott Donaldson
- Thepchaiya Un-Nooh 2-2 Fan Zhengyi
- Thepchaiya Un-Nooh 0-3 Scott Donaldson
- Chris Wakelin 0-3 Fan Zhengyi
- Fan Zhengyi 2-2 Scott Donaldson
- Chris Wakelin 1-3 Thepchaiya Un-Nooh

### Grupa B
| Poz. | Zawodnik       | M | Z | R | P | Frejmy wygrane | Frejmy przegrane | Różnica frejmów | Pkt |
| ---- | -------------- | - | - | - | - | -------------- | ---------------- | --------------- | --- |
| 1    | David Gilbert  | 3 | 3 | 0 | 0 | 9              | 2                | +7              | 9   |
| 2    | Stuart Bingham | 3 | 1 | 1 | 1 | 5              | 6                | -1              | 4   |
| 3    | He Guoqiang    | 3 | 1 | 0 | 2 | 5              | 7                | -2              | 3   |
| 4    | Ashley Carty   | 3 | 0 | 1 | 2 | 4              | 8                | -4              | 1   |

- David Gilbert 3-1 Ashley Carty
- Stuart Bingham 3-1 He Guoqiang
- Stuart Bingham 2-2 Ashley Carty
- David Gilbert 3-1 He Guoqiang
- He Guoqiang 3-1 Ashley Carty
- David Gilbert 3-0 Stuart Bingham

### Grupa C
| Poz. | Zawodnik       | M | Z | R | P | Frejmy wygrane | Frejmy przegrane | Różnica frejmów | Pkt |
| ---- | -------------- | - | - | - | - | -------------- | ---------------- | --------------- | --- |
| 1    | Long Zehuang   | 3 | 2 | 0 | 1 | 7              | 3                | +4              | 6   |
| 2    | Hossein Vafaei | 3 | 2 | 0 | 1 | 6              | 4                | +2              | 6   |
| 3    | Shaun Murphy   | 3 | 2 | 0 | 1 | 6              | 4                | +2              | 6   |
| 4    | Jamie Jones    | 3 | 0 | 0 | 3 | 1              | 9                | -8              | 0   |

- Shaun Murphy 3-1 Long Zehuang
- Hossein Vafaei 3-1 Jamie Jones
- Hossein Vafaei 0-3 Long Zehuang
- Shaun Murphy 3-0 Jamie Jones
- Jamie Jones 0-3 Long Zehuang
- Shaun Murphy 0-3 Hossein Vafaei

### Grupa D
| Poz. | Zawodnik          | M | Z | R | P | Frejmy wygrane | Frejmy przegrane | Różnica frejmów | Pkt |
| ---- | ----------------- | - | - | - | - | -------------- | ---------------- | --------------- | --- |
| 1    | Mark Williams     | 3 | 1 | 2 | 0 | 7              | 4                | +3              | 5   |
| 2    | Ben Woollaston    | 3 | 1 | 2 | 0 | 7              | 5                | +2              | 5   |
| 3    | Stuart Carrington | 3 | 0 | 2 | 1 | 5              | 7                | -2              | 2   |
| 4    | Si Jiahui         | 3 | 0 | 2 | 1 | 4              | 7                | -3              | 2   |

- Mark Williams 2-2 Stuart Carrington
- Si Jiahui 2-2 Ben Woollaston
- Si Jiahui 2-2 Stuart Carrington
- Mark Williams 2-2 Ben Woollaston
- Ben Woollaston 3-1 Stuart Carrington
- Mark Williams 3-0 Si Jiahui

### Grupa E
| Poz. | Zawodnik        | M | Z | R | P | Frejmy wygrane | Frejmy przegrane | Różnica frejmów | Pkt |
| ---- | --------------- | - | - | - | - | -------------- | ---------------- | --------------- | --- |
| 1    | Allister Carter | 4 | 2 | 2 | 0 | 10             | 6                | +4              | 8   |
| 2    | Wu Yize         | 4 | 1 | 2 | 1 | 7              | 7                | 0               | 5   |
| 3    | Jack Lisowski   | 4 | 1 | 0 | 3 | 5              | 9                | -4              | 3   |

- Allister Carter 2-2 Wu Yize
- Jack Lisowski 0-3 Wu Yize
- Allister Carter 3-1 Jack Lisowski
- Allister Carter 2-2 Wu Yize
- Jack Lisowski 3-0 Wu Yize
- Allister Carter 3-1 Jack Lisowski

### Grupa F
| Poz. | Zawodnik     | M | Z | R | P | Frejmy wygrane | Frejmy przegrane | Różnica frejmów | Pkt |
| ---- | ------------ | - | - | - | - | -------------- | ---------------- | --------------- | --- |
| 1    | David Lilley | 3 | 2 | 0 | 1 | 7              | 4                | +3              | 6   |
| 2    | Gary Wilson  | 3 | 1 | 2 | 0 | 7              | 5                | +2              | 5   |
| 3    | Ryan Day     | 3 | 1 | 1 | 1 | 6              | 6                | 0               | 4   |
| 4    | Joe O’Connor | 3 | 0 | 1 | 2 | 3              | 8                | -5              | 1   |

- Gary Wilson 3-1 David Lilley
- Ryan Day 3-1 Joe O’Connor
- Ryan Day 1-3 David Lilley
- Gary Wilson 2-2 Joe O’Connor
- Joe O’Connor 0-3 David Lilley
- Gary Wilson 2-2 Ryan Day

### Grupa G
| Poz. | Zawodnik              | M | Z | R | P | Frejmy wygrane | Frejmy przegrane | Różnica frejmów | Pkt |
| ---- | --------------------- | - | - | - | - | -------------- | ---------------- | --------------- | --- |
| 1    | Jackson Page          | 3 | 2 | 1 | 0 | 8              | 3                | +5              | 7   |
| 2    | Alexander Ursenbacher | 3 | 2 | 0 | 1 | 7              | 5                | +2              | 6   |
| 3    | Robbie Mcguigan       | 3 | 1 | 1 | 1 | 6              | 5                | +1              | 4   |
| 4    | Michael White         | 3 | 0 | 0 | 3 | 1              | 9                | -8              | 0   |

- Jackson Page 2-2 Robbie McGuigan
- Michael White 1-3 Alexander Ursenbacher
- Michael White 0-3 Robbie McGuigan
- Jackson Page 3-1 Alexander Ursenbacher
- Alexander Ursenbacher 3-1 Robbie McGuigan
- Jackson Page 3-0 Michael White

### Grupa H
| Poz. | Zawodnik         | M | Z | R | P | Frejmy wygrane | Frejmy przegrane | Różnica frejmów | Pkt |
| ---- | ---------------- | - | - | - | - | -------------- | ---------------- | --------------- | --- |
| 1    | Martin O’Donnell | 3 | 1 | 2 | 0 | 7              | 5                | +2              | 5   |
| 2    | Jak Jones        | 3 | 0 | 3 | 0 | 6              | 6                | 0               | 3   |
| 3    | Matthew Stevens  | 3 | 0 | 3 | 0 | 6              | 6                | 0               | 3   |
| 4    | Ma Hailong       | 3 | 0 | 2 | 1 | 5              | 7                | -2              | 2   |

- Jak Jones 2-2 Ma Hailong
- Matthew Stevens 2-2 Martin O’Donnell
- Matthew Stevens 2-2 Ma Hailong
- Jak Jones 2-2 Martin O’Donnell
- Martin O’Donnell 3-1 Ma Hailong
- Jak Jones 2-2 Matthew Stevens

## Etap 3

### Grupa 1
| Poz. | Zawodnik         | M | Z | R | P | Frejmy wygrane | Frejmy przegrane | Różnica frejmów | Pkt |
| ---- | ---------------- | - | - | - | - | -------------- | ---------------- | --------------- | --- |
| 1    | Allister Carter  | 3 | 2 | 1 | 0 | 8              | 3                | +5              | 7   |
| 2    | Scott Donaldson  | 3 | 2 | 0 | 1 | 6              | 5                | +1              | 6   |
| 3    | Mark Williams    | 3 | 1 | 0 | 2 | 5              | 6                | -1              | 3   |
| 4    | Martin O’Donnell | 3 | 0 | 1 | 2 | 3              | 8                | -5              | 1   |

- Mark Williams 3-0 Martin O’Donnell
- Allister Carter 3-0 Scott Donaldson
- Allister Carter 2-2 Martin O’Donnell
- Mark Williams 1-3 Scott Donaldson
- Scott Donaldson 3-1 Martin O’Donnell
- Mark Williams 1-3 Allister Carter

### Grupa 2
| Poz. | Zawodnik      | M | Z | R | P | Frejmy wygrane | Frejmy przegrane | Różnica frejmów | Pkt |
| ---- | ------------- | - | - | - | - | -------------- | ---------------- | --------------- | --- |
| 1    | Jackson Page  | 3 | 1 | 2 | 0 | 7              | 4                | +3              | 5   |
| 2    | David Gilbert | 3 | 1 | 2 | 0 | 7              | 5                | +2              | 5   |
| 3    | Long Zehuang  | 3 | 0 | 3 | 0 | 6              | 6                | 0               | 3   |
| 4    | David Lilley  | 3 | 0 | 1 | 2 | 3              | 8                | -5              | 1   |

- David Gilbert 2-2 Long Zehuang
- Jackson Page 3-0 David Lilley
- Jackson Page 2-2 Long Zehuang
- David Gilbert 3-1 David Lilley
- David Lilley 2-2 Long Zehuang
- David Gilbert 2-2 Jackson Page

### Finał
- Allister Carter 3-1 Jackson Page

## Brejki stupunktowe
- 142  Wu Yize
- 141, 110  Stuart Bingham
- 139, 130, 115, 112, 101  Mark Williams
- 138, 133  Martin O’Donnell
- 138, 127, 111, 106  Jack Lisowski
- 138  Daniel Wells
- 137  Ishpreet Singh Chadha
- 136, 135, 132, 108, 105  David Gilbert
- 134, 101  Long Zehuang
- 132, 101  Chris Totten
- 132  Yuan Sijun
- 131, 103  Xu Si
- 131  David Lilley
- 130, 120, 118, 116  Allister Carter
- 130, 106, 103  Ashley Carty
- 130, 105  Joe O’Connor
- 130  Duane Jones
- 129, 125, 104  Jak Jones
- 129  Hossein Vafaei
- 129  Robbie Williams
- 128, 101  Gong Chenzhi
- 127, 116  Jackson Page
- 127  Xing Zihao
- 126, 119, 111  Kyren Wilson
- 125, 124  Ryan Day
- 124, 118  He Guoqiang
- 124  Jamie Jones
- 122  Michael White
- 121, 113  Fan Zhengyi
- 121  Alexander Ursenbacher
- 121  Andrew Higginson
- 121  Ricky Walden
- 120  John Higgins
- 119, 110, 102  Matthew Selt
- 119  Huang Jiahao
- 116, 113  Ian Burns
- 116  Julien Leclercq
- 114, 106  Gary Wilson
- 113  Thor Chuan Leong
- 111, 103  Ma Hailong
- 111  Stephen Maguire
- 110  Peter Lines
- 108, 100  Hamim Hussain
- 107  Cheung Ka Wai
- 107  Julian Bojko
- 107  Mark Joyce
- 107  Stuart Carrington
- 107  Zhou Yuelong
- 106, 104, 101  Thepchaiya Un-Nooh
- 106, 101  Scott Donaldson
- 106  Graeme Dott
- 106  Elliot Slessor
- 104  Liam Pullen
- 100  Andrew Pagett
- 100  Shaun Murphy